# Heptium carinellum
Heptium carinellum är en mångfotingart som beskrevs av Loomis 1937. Heptium carinellum ingår i släktet Heptium och familjen Schizopetalidae. Inga underarter finns listade i Catalogue of Life.